# L'Hermitage (Francia)
L'Hermitage es una comuna francesa situada en el departamento de Ille y Vilaine, en la región de Bretaña.

## Demografía
| 919 | 1404 | 2279 | 3039 | 3256 | 3093 | 4533 |
| Para los censos de 1962 a 1999 la población legal corresponde a la población sin duplicidades (Fuente: INSEE [Consultar]) |      |      |      |      |      |      |